# Afeka
Afeka (hebrejsky: אפקה) je čtvrť v severozápadní části Tel Avivu v Izraeli. Je součástí správního obvodu Rova 1 a samosprávné jednotky Rova Cafon Ma'arav. V jejím rámci pak tvoří podčást širšího urbanistického okrsku Ramat Aviv.

## Geografie
Leží na severním okraji Tel Avivu, cca 2 kilometry od pobřeží Středozemního moře a cca 3 kilometry severně od řeky Jarkon, v nadmořské výšce okolo 30 metrů. Dopravní osou je takzvaná Ajalonská dálnice dálnice číslo 20, která prochází po jejím východním okraji (společně s železniční tratí). Na západě sousedí se čtvrtí Ramat Aviv Gimel, na jihu s areálem Telavivské univerzity. Na severu leží fragment volné zemědělské krajiny.

## Popis čtvrti
Plocha čtvrti je vymezena na severu ulicí Barkaj Šmu'el, na jihu ulicemi Josef Aricha a Klackin, na jihozápadě Chajim Levanon a Recanati. Zástavba má charakter nízkých individiuálních domů. V roce 2007 tu žilo 2 461 obyvatel. 